# Wijan Ponlid
Wijan Ponlid (n. 26 aprilie 1976, Thailanda) este un boxer thailandez, medaliat olimpic. A participat la o ediție a Jocurilor Olimpice (2000) în care a câștigat o medalie de aur.

## Participări
Lista de mai jos prezintă principalele competiții la care a participat Wijan Ponlid de-a lungul carierei.
- boxing at the 2000 Summer Olympics – flyweight[*]